# Ключ (фильм, 1958)
«Ключ» (англ. The Key) — кинофильм режиссёра Кэрола Рида, вышедший на экраны в 1958 году. Экранизация романа Яна де Хартога «Стелла» (англ. Stella, 1951). Лента получила премию BAFTA в категории «Лучший британский актёр» (Тревор Ховард), а также номинацию в категории «Лучший британский сценарий» (Карл Форман).

## Сюжет
Действие происходит в 1941 году в разгар битвы за Атлантику. Канадец Дэвид Росс получает назначение в качестве капитана на британское буксирное судно, задача которого — доставлять в порт подбитые немцами корабли. Недостаток вооружения и ресурсов приводят к огромным потерям среди команд буксиров. Дэвид встречает в штабе своего старого товарища Криса Форда, который отводит друга домой и знакомит с живущей там девушкой по имени Стелла. Вскоре Дэвид узнаёт, что Стелла была невестой погибшего на службе капитана и досталась Форду от предыдущего жильца вместе с ключом от квартиры. Набравшись виски в баре, Форд передаёт товарищу ключ и берёт с того обещание, что в случае его смерти Дэвид займёт его место и позаботится о Стелле...

## В ролях
- Уильям Холден — капитан Дэвид Росс
- Софи Лорен — Стелла
- Тревор Ховард — капитан Крис Форд
- Оскар Хомолка — капитан Ван Дам
- Кирон Мур — Кейн
- Бернард Ли — коммандер Уодлоу
- Беатрис Леман — владелица дома
- Ноэл Пёрселл — портье в отеле
- Брайан Форбс — Уивер
- Сидни Вивиан — Гроган
- Руперт Дейвис — Бейкер
- Рассел Уотерс — Спаркс
- Джон Кроуфорд — американский капитан